# Villa Post

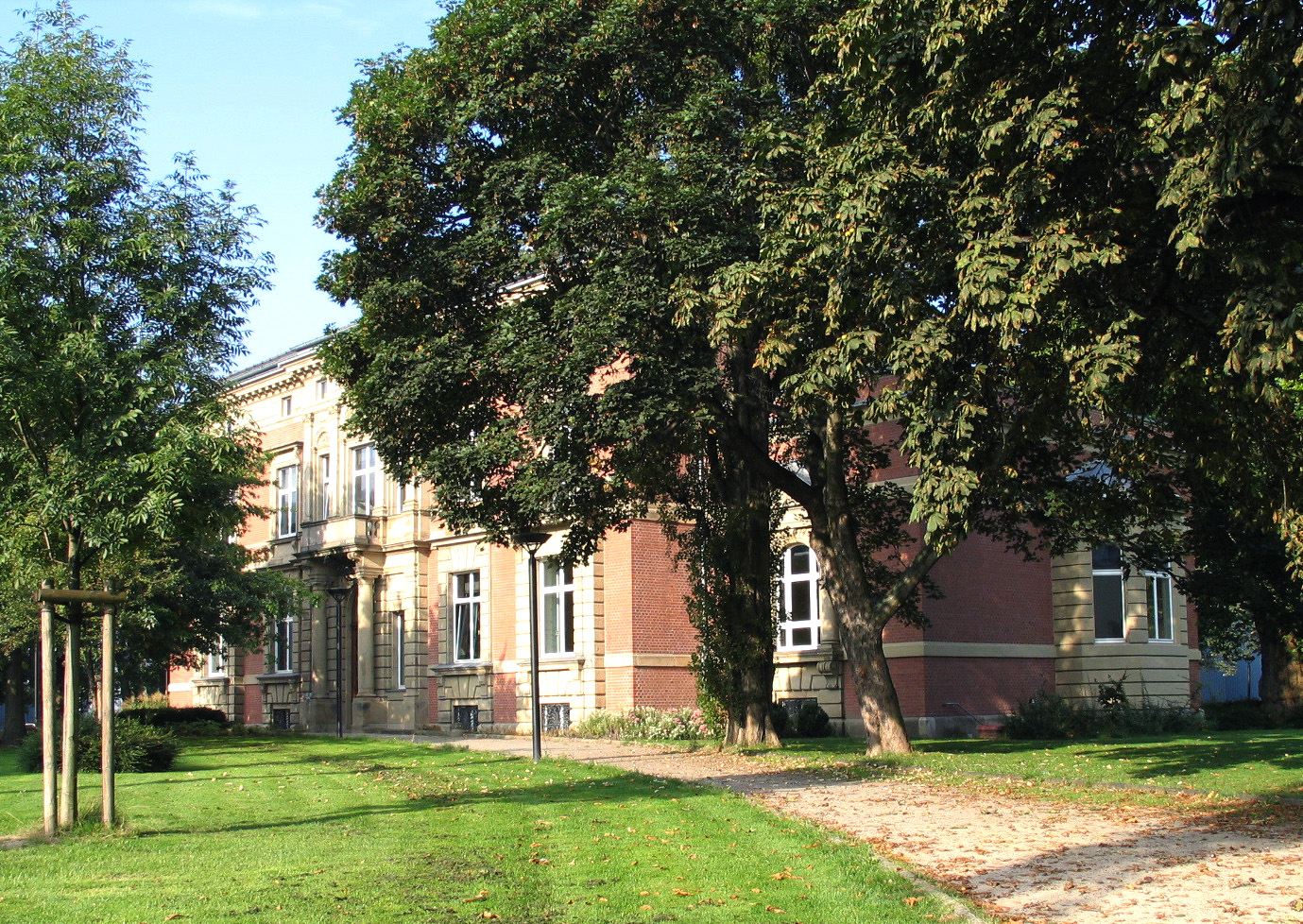
Die Villa Post in Hagen

Die Villa Post ist eine historische, unter Denkmalschutz stehende Villa in Hagen, die nach Modernisierung als städtische Volkshochschule genutzt wird.
Die Villa liegt zentral in Bahnhofsnähe in einem kleinen Park mit einem alten Buchenbestand. Sie wurde 1892 von dem Wehringhauser Kaufmann Wilhelm Post im spätklassizistischen Stil in Anlehnung an die Renaissance erbaut: ein kubischer, zweigeschossiger Backsteinbau mit Werksteingliederung und pfannengedecktem, flach geneigtem Walmdach.
Säulen am Eingangsportal, Muschelrosetten und aufgelegte Pilaster schmücken die spätklassizistische Fassade. Der marmorne Eingangsbereich, die üppige hölzerne Innenausstattung und die zahlreichen und großzügigen Räume im Innern zeugen vom Wohlstand des Besitzers. Der erfolgreiche Unternehmer ließ die Villa für sich und seine Familie in einem großräumig angelegten Park ganz in der Nähe zu seinen Hammerwerken errichten.
Im Jahre 1927 erwarb die Stadt Hagen die Villa und nutzte diese ab 1932 als Museum. Hier waren hauptsächlich Werke des lange Jahre in Hagen lebenden Malers Christian Rohlfs ausgestellt. In der Zeit des Nationalsozialismus wurde das Museum zunehmend im Sinne der NS-Ideologie ausgerichtet. 1937 wurden im Rahmen der NS-Aktion gegen "entartete Kunst" fast alle Werke von Rohlfs aus dem Museum entfernt und viele vernichtet. Nach verschiedenen Nutzungen seit den 1950er Jahren, beispielsweise als amtlicher Ort der Volkszählung oder als Bildungseinrichtung, wurde das Gebäude 1987 unter Denkmalschutz gestellt.
Nach aufwändigen – von Europäischer Union, Land Nordrhein-Westfalen und Stadt Hagen finanzierten – Restaurierungsarbeiten wurde die Villa Post 1998 in der Funktion als Sitz und Seminargebäude der Volkshochschule Hagen als kommunales Weiterbildungszentrum übergeben.